# Сан Донино (Модена)
Сан Донино је насеље у Италији у округу Модена, региону Емилија-Ромања.
Према процени из 2011. у насељу је живело 553 становника. Насеље се налази на надморској висини од 45 м.